# 아메리카 데 칼리
아메리카 데 칼리(América de Cali)는 칼리를 연고로 하는 콜롬비아의 축구 클럽이다. 콜롬비아 축구의 최고 리그 카테고리아 프리메라 A에 소속되어 있으며 이 팀은 미국에서 가장 중요한 경기장 중 하나인 [ㅣ에스타디오 올림피코 파스쿠알 게레로(Estadio Olímpico Pascual Guerrero)에서 홈 경기를 치른다.
이 클럽은 콜롬비아에서 가장 오래된 클럽 중 하나이다. 창립은 1927년으로 거슬러 올라가며 1918년에 창단된 아메리카 풋볼 클럽(America Football Club)에서 시작 되었고 또한 국내 및 국제적으로 가장 성공적인 콜롬비아 클럽 중 하나이며 콜롬비아에서 가장 강력하고 일관된 클럽 중 하나로 간주된다.

## 선수 명단

### 현역
참고: FIFA 자격 규정에 따라 소속된 국가대표팀 국기를 표시합니다. 선수는 복수의 FIFA 비회원국 국적을 가지고 있을 수 있습니다.
| 번호 | 포지션 | 국적 | 이름            |
| ---- | ------ | ---- | --------------- |
| 9    | FW     | 페루 | 루이스 라모스   |
| 22   | FW     |      | 로드리고 홀가도 |

| 번호 | 포지션 | 국적 | 이름 |
| ---- | ------ | ---- | ---- |

## 역대 감독
| 감독                   | 임기      |
| ---------------------- | --------- |
| 프란시스코 마투라나    | 1992~1993 |
| 리카르도 가레카        | 2005      |
| 에르난 토레스          | 2017      |
| 호르헤 다 실바         | 2017~2018 |
| 알레샨드리 기마랑이스  | 2019~2020 |
| 후안 카를로스 오소리오 | 2021~2022 |
| 알레샨드리 기마랑이스  | 2022~2023 |
| 호르헤 다 실바         | 2024 ~    |